# Старны
Старны — деревня в Великолукском районе Псковской области России. Входит в состав сельского поселения «Пореченская волость».
Расположена в 53 км к югу от райцентра Великие Луки и в 1 км к юго-востоку от деревни Жигари.

## Население
Численность населения деревни по состоянию на 2000 год составляла 5 жителей, на 2010 год — 4 жителя.